# Rolf Molich
Rolf Molich er dansk civilingeniør, der har arbejdet med udvikling af computerprogrammer, siden han blev uddannet i 1974. Han har siden 1984 arbejdet med menneske-maskininteraktion og brugervenlighed, som han har undervist i på Teknologisk Institut og Danmarks Tekniske Universitet.
I 1997 oprettede han firmaet DialogDesign, der hjælper virksomheder med at designe brugbare produkter, især it-systemer. Igennem 1990'erne arbejdede han sammen med Jakob Nielsen på en model for heuristisk evaluering der er baseret på 10 såkaldte heuristikker.
Molich modtog i 2014 UXPA Lifetime Achievement Award for sit arbejde indenfor brugervenlighed og test heraf.